# Talpidae
Famille
Les Talpidés (Talpidae) représentent une famille de mammifères de l'ordre des Soricomorpha qui était traditionnellement classée dans l'ordre des Insectivora.
Ce groupe comprend des fouisseurs, des coureurs et des espèces aquatiques insectivores. La famille des Talpidés est divisée en plusieurs sous-familles et autres rangs inférieurs dont la composition est encore controversée au début du XXIe siècle, malgré les avancées des études génétiques .

## Classification
Cette famille a été décrite pour la première fois en 1817 par le naturaliste saxon devenu sujet russe Johann Fischer von Waldheim (1771-1853). Ce taxon est issu du latin talpa qui signifie « taupe ».
Traditionnellement, les espèces de cette famille sont classées dans l'ordre des Insectivora, un regroupement qui est progressivement abandonné au XXIe siècle.
Classification plus détaillée selon le Système d'information taxonomique intégré (SITI ou ITIS en anglais) :
- Règne : Animalia ; sous-règne : Bilateria ; infra-règne : Deuterostomia ; Embranchement : Chordata ; Sous-embranchement : Vertebrata ; infra-embranchement : Gnathostomata ; super-classe : Tetrapoda ; Classe : Mammalia ; Sous-classe : Theria ; infra-classe : Eutheria ; ordre : Soricomorpha[3].

### Liste des sous-familles
Selon ITIS (14 décembre 2014) et Mammal Species of the World (version 3, 2005)  (14 décembre 2014) :
- sous-famille Scalopinae Gill, 1875
- sous-famille Talpinae G. Fischer, 1814
- sous-famille Uropsilinae Dobson, 1883

### Liste des sous-familles, tribus, genres et espèces
Selon Mammal Species of the World (version 3, 2005)  (14 décembre 2014) :
- sous-famille Scalopinae
  - tribu Condylurini
    - genre Condylura
      - Condylura cristata - Condylure étoilé

  - tribu Scalopini
    - genre Parascalops
      - Parascalops breweri - Taupe à queue chevelue

    - genre Scalopus
      - Scalopus aquaticus - Taupe à queue glabre

    - genre Scapanulus
      - Scapanulus oweni

    - genre Scapanus
      - Scapanus latimanus - Taupe de Californie
      - Scapanus orarius - Taupe du Pacifique
      - Scapanus townsendii - Taupe de Townsend
- sous-famille Talpinae
  - tribu Desmanini - Desmans
    - genre Desmana
      - Desmana moschata - Desman de Moscovie

    - genre Galemys
      - Galemys pyrenaicus - Desman des Pyrénées

  - tribu Neurotrichini
    - genre Neurotrichus
      - Neurotrichus gibbsii

  - tribu Scaptonychini
    - genre Scaptonyx
      - Scaptonyx fusicaudus

  - tribu Talpini
    - genre Euroscaptor
      - Euroscaptor grandis
      - Euroscaptor klossi
      - Euroscaptor longirostris
      - Euroscaptor micrura
      - Euroscaptor mizura
      - Euroscaptor parvidens

    - genre Mogera
      - Mogera imaizumii
      - Mogera insularis
      - Mogera tokudae
      - Mogera uchidai
      - Mogera wogura

    - genre Parascaptor
      - Parascaptor leucura

    - genre Scaptochirus
      - Scaptochirus moschatus

    - genre Talpa - (taupes principalement européennes)
      - Talpa altaica – Taupe de Sibérie
      - Talpa aquitania - Taupe d'Aquitaine
      - Talpa caeca – Taupe aveugle
      - Talpa caucasica – Taupe du Caucase
      - Talpa davidiana
      - Talpa europaea – Taupe d'Europe
      - Talpa levantis – Taupe du Levant
      - Talpa occidentalis – Taupe d'Espagne
      - Talpa romana – Taupe romaine
      - Talpa stankovici – Taupe des Balkans

  - tribu Urotrichini
    - genre Dymecodon
      - Dymecodon pilirostris - Taupe de True

    - genre Urotrichus
      - Urotrichus talpoides - Taupe des montagnes du Japon
- sous-famille Uropsilinae - (musaraignes-taupes de Chine)
  - genre Uropsilus
    - Uropsilus andersoni
    - Uropsilus gracilis
    - Uropsilus investigator
    - Uropsilus soricipes

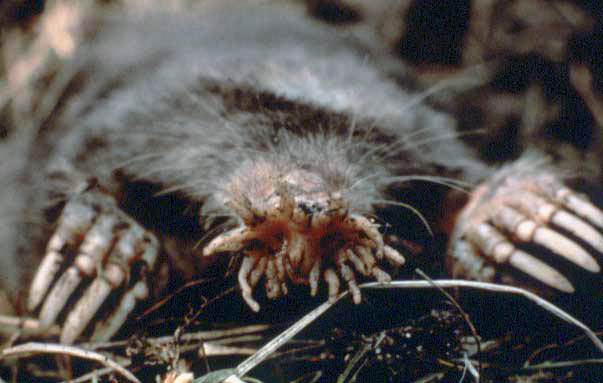
Condylura cristata
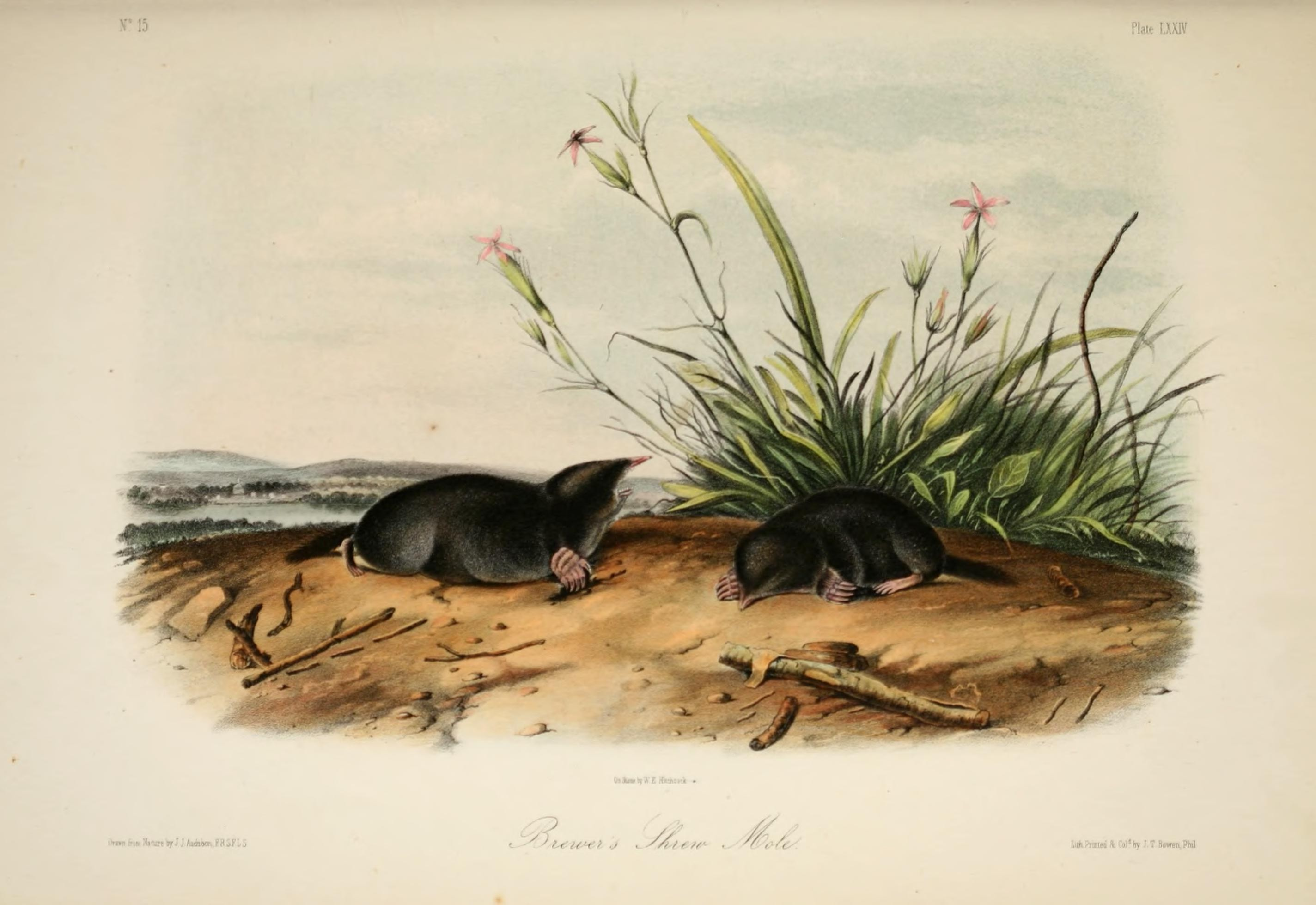
Parascalops breweri
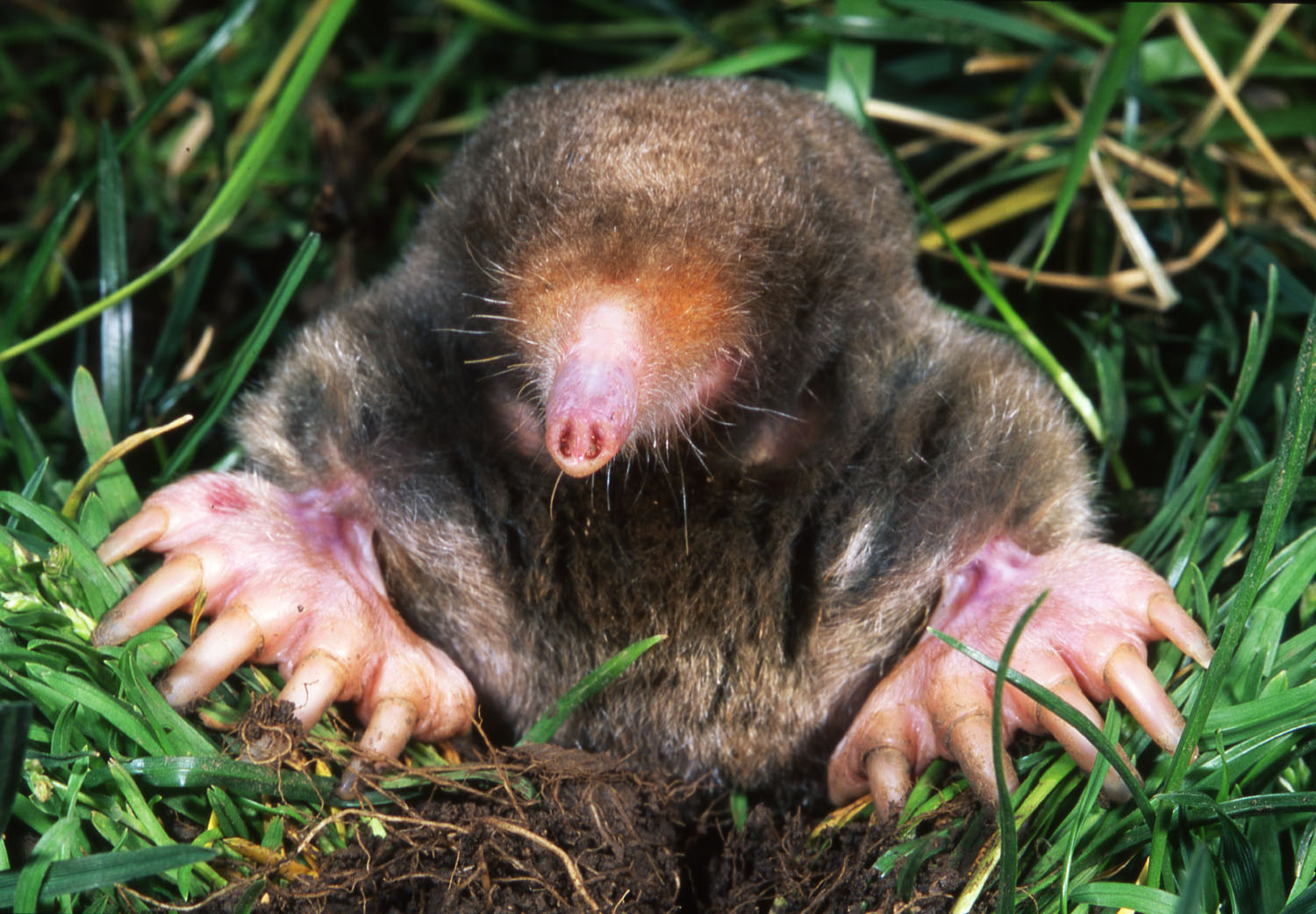
Scalopus aquaticus
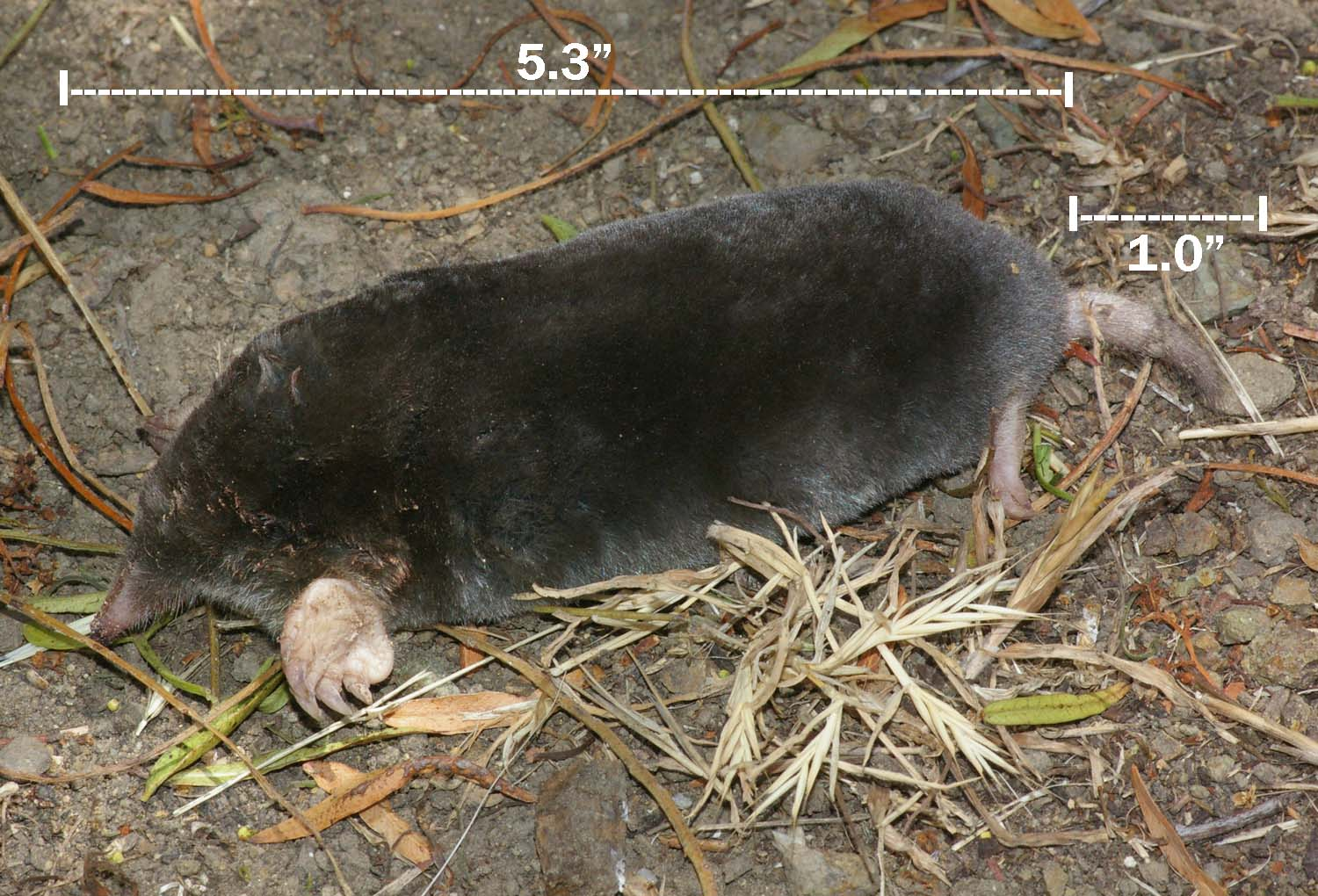
Scapanus latimanus
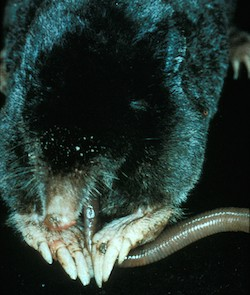
Scapanus orarius
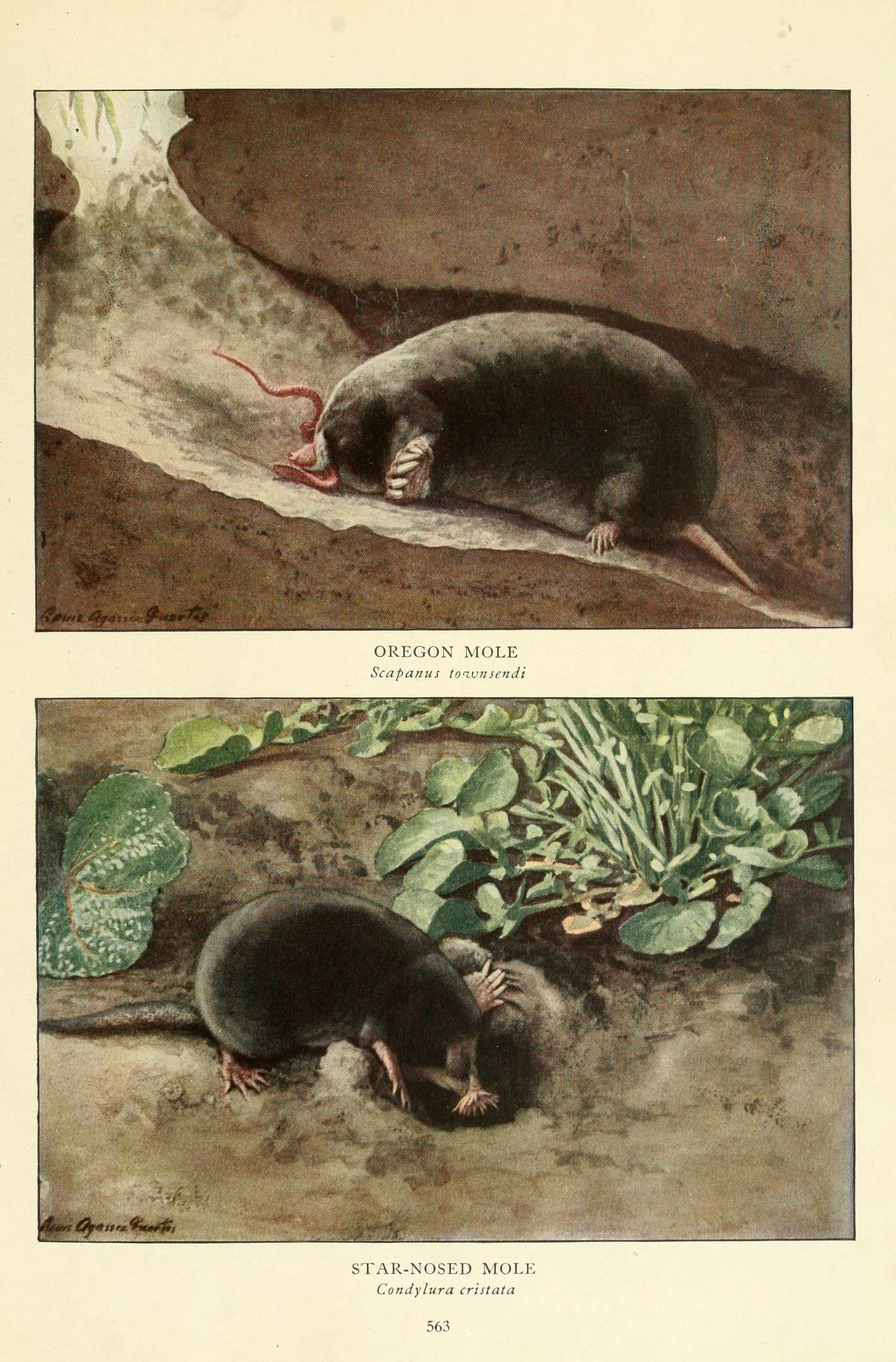
Scapanus townsendii
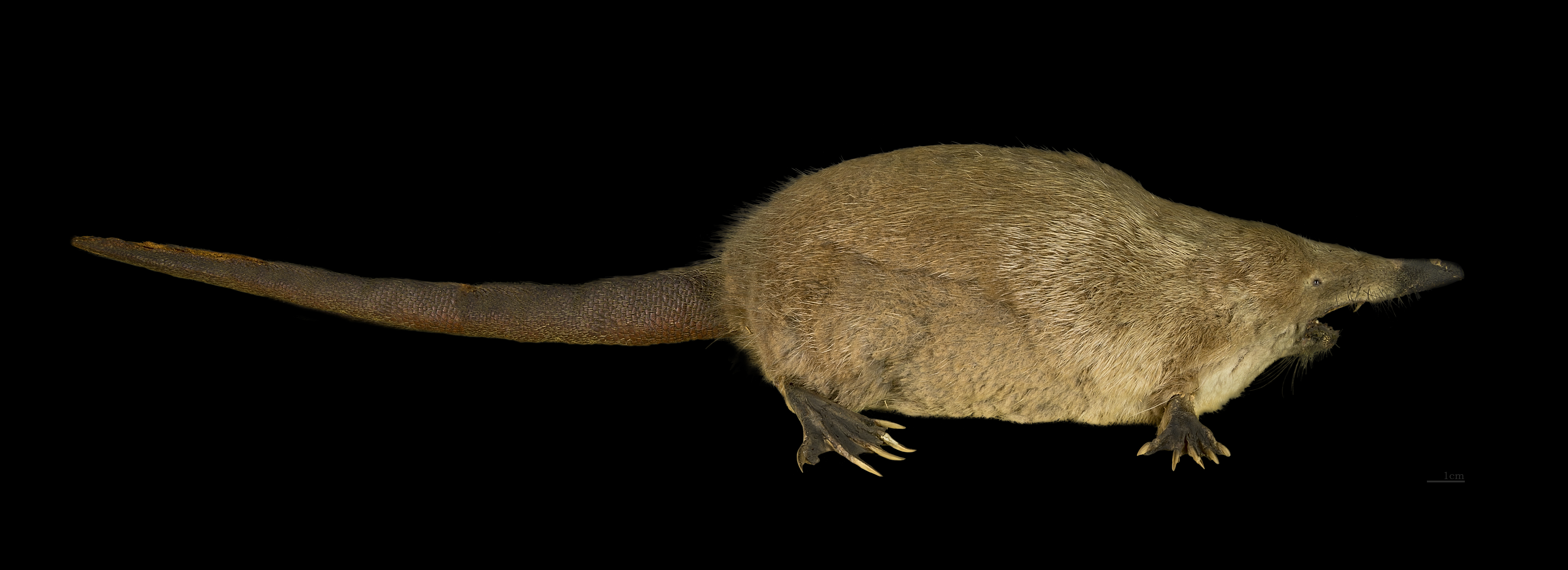
Desmana moschata
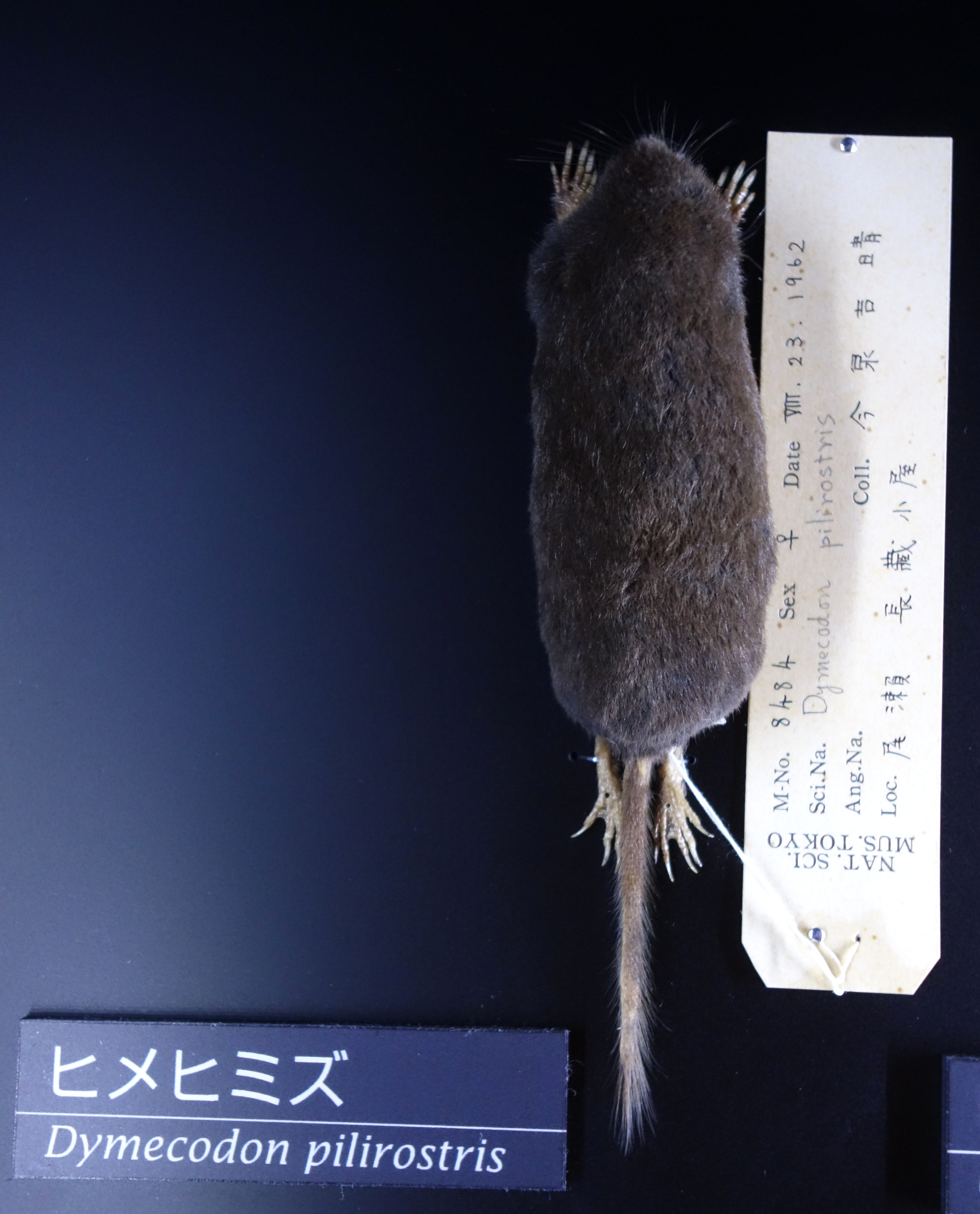
Dymecodon pilirostris
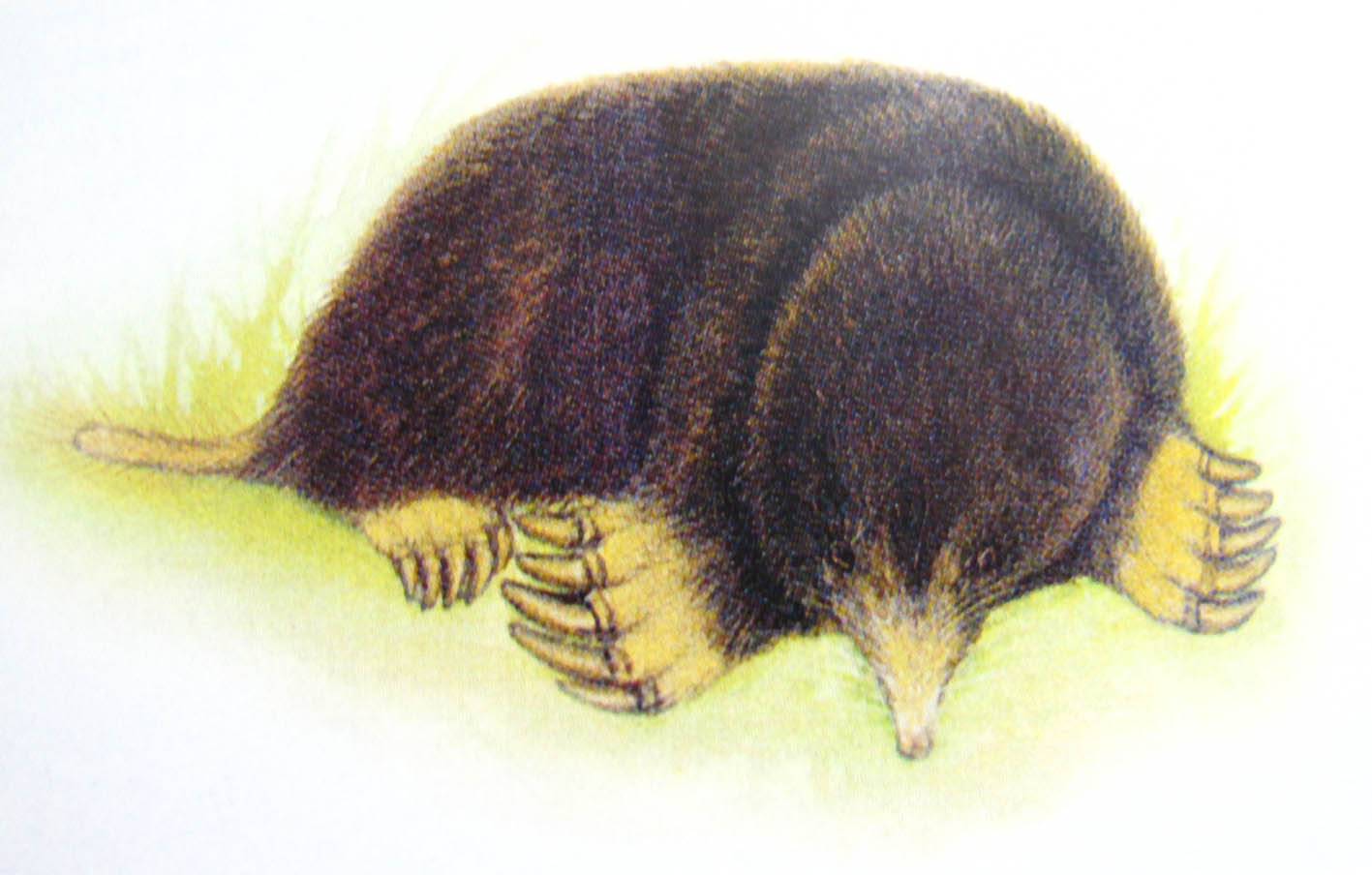
Euroscaptor grandis
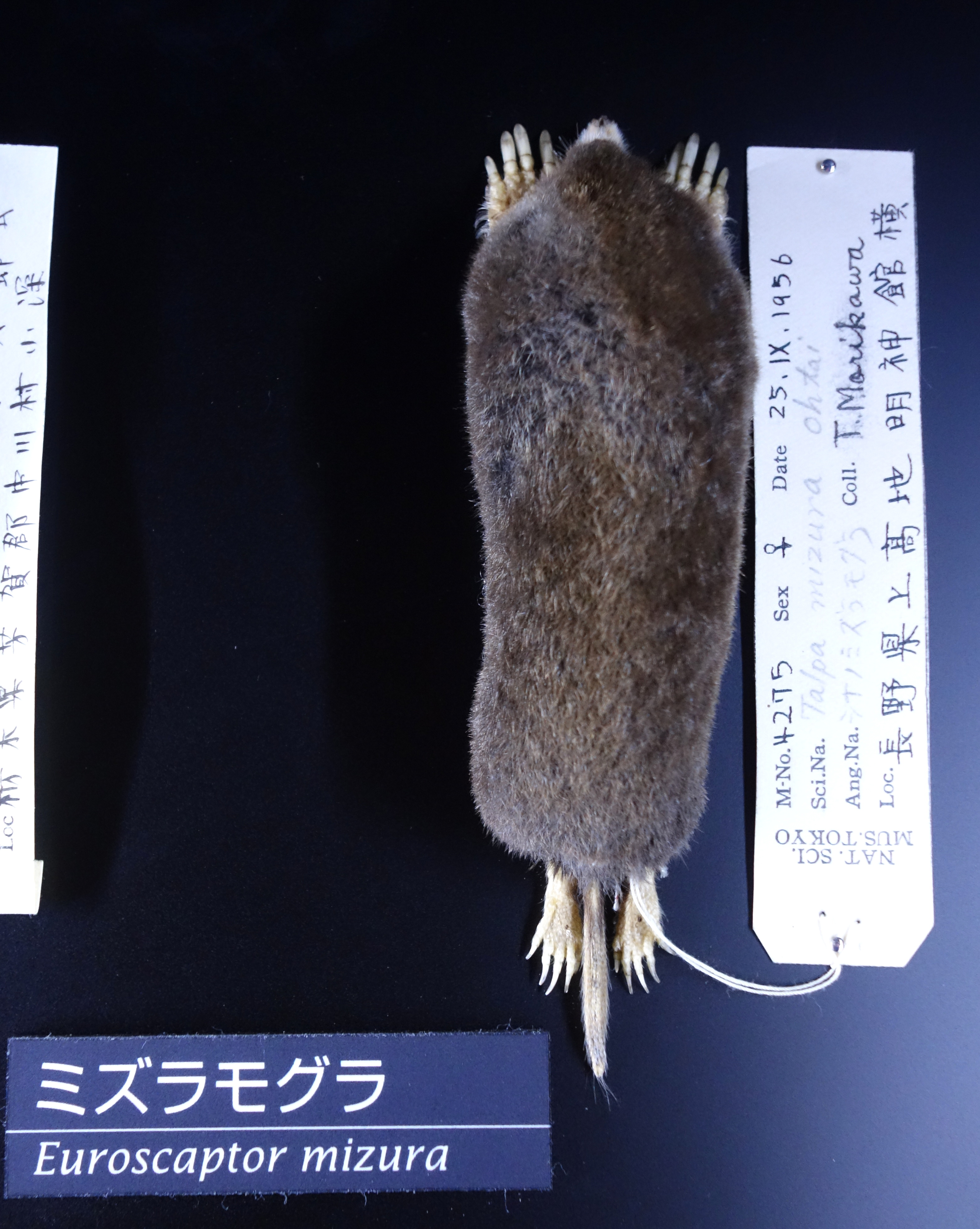
Euroscaptor mizura
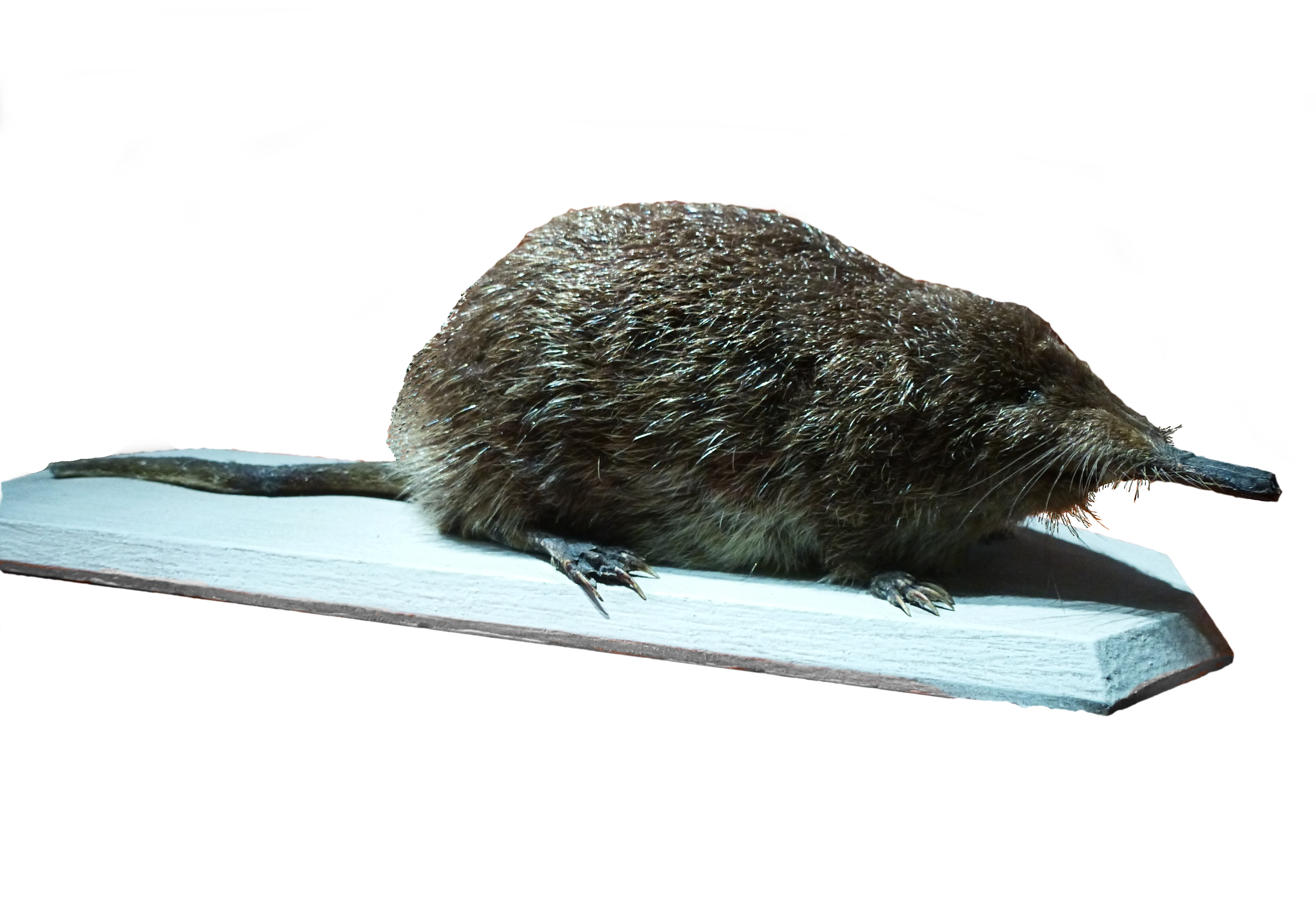
Galemys pyrenaicus
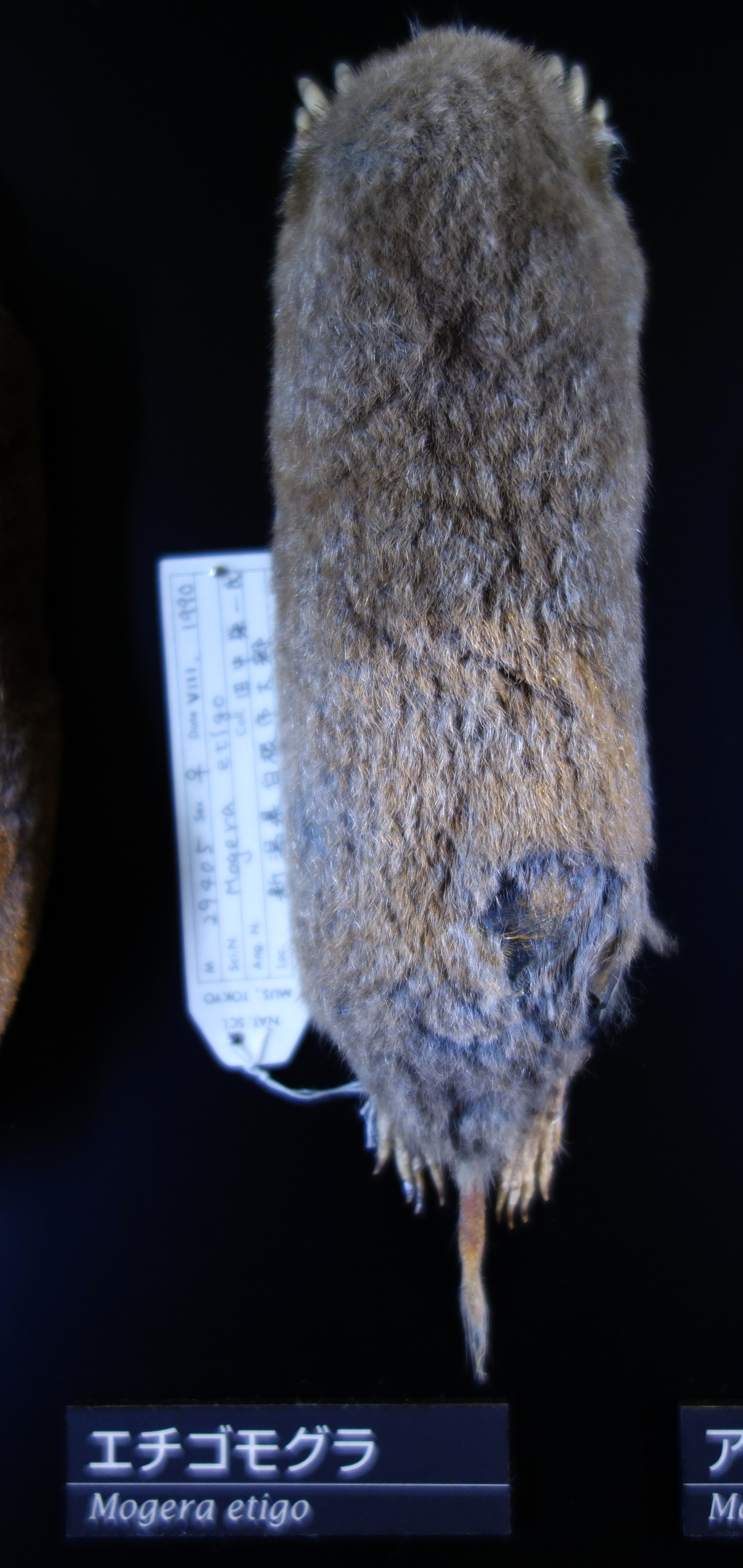
Mogera etigo
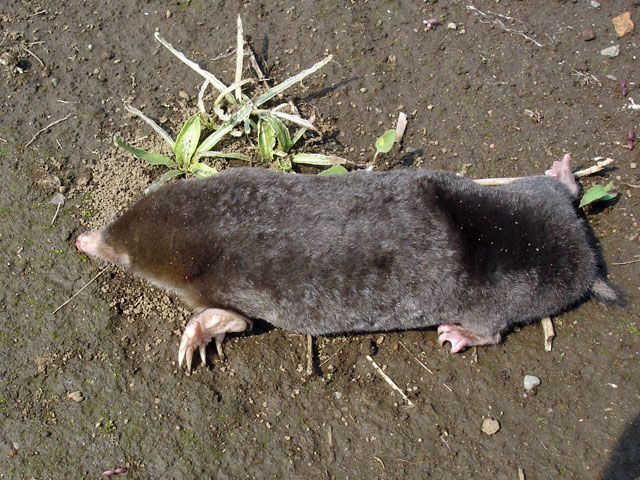
Mogera imaizumii
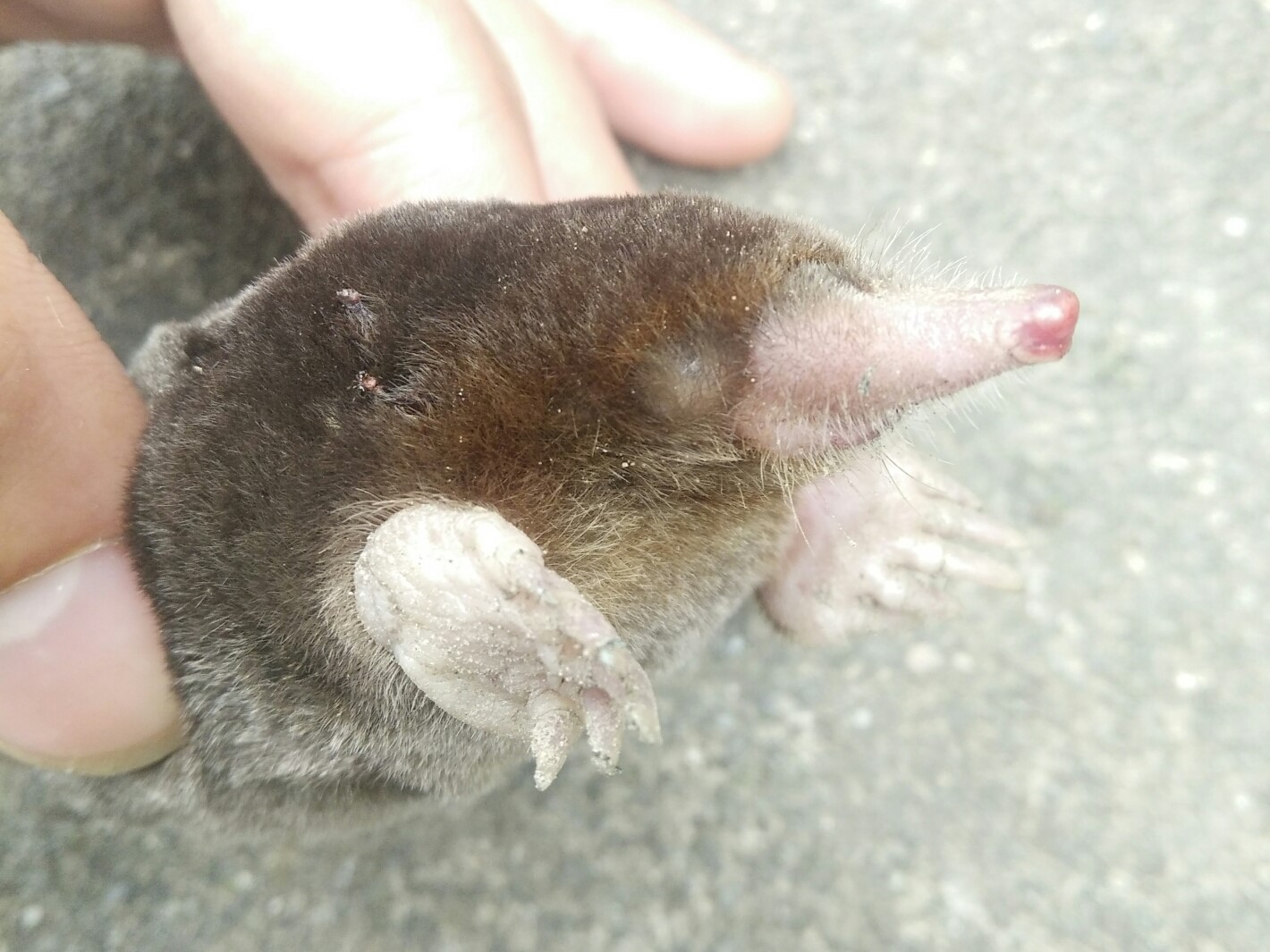
Mogera kanoana
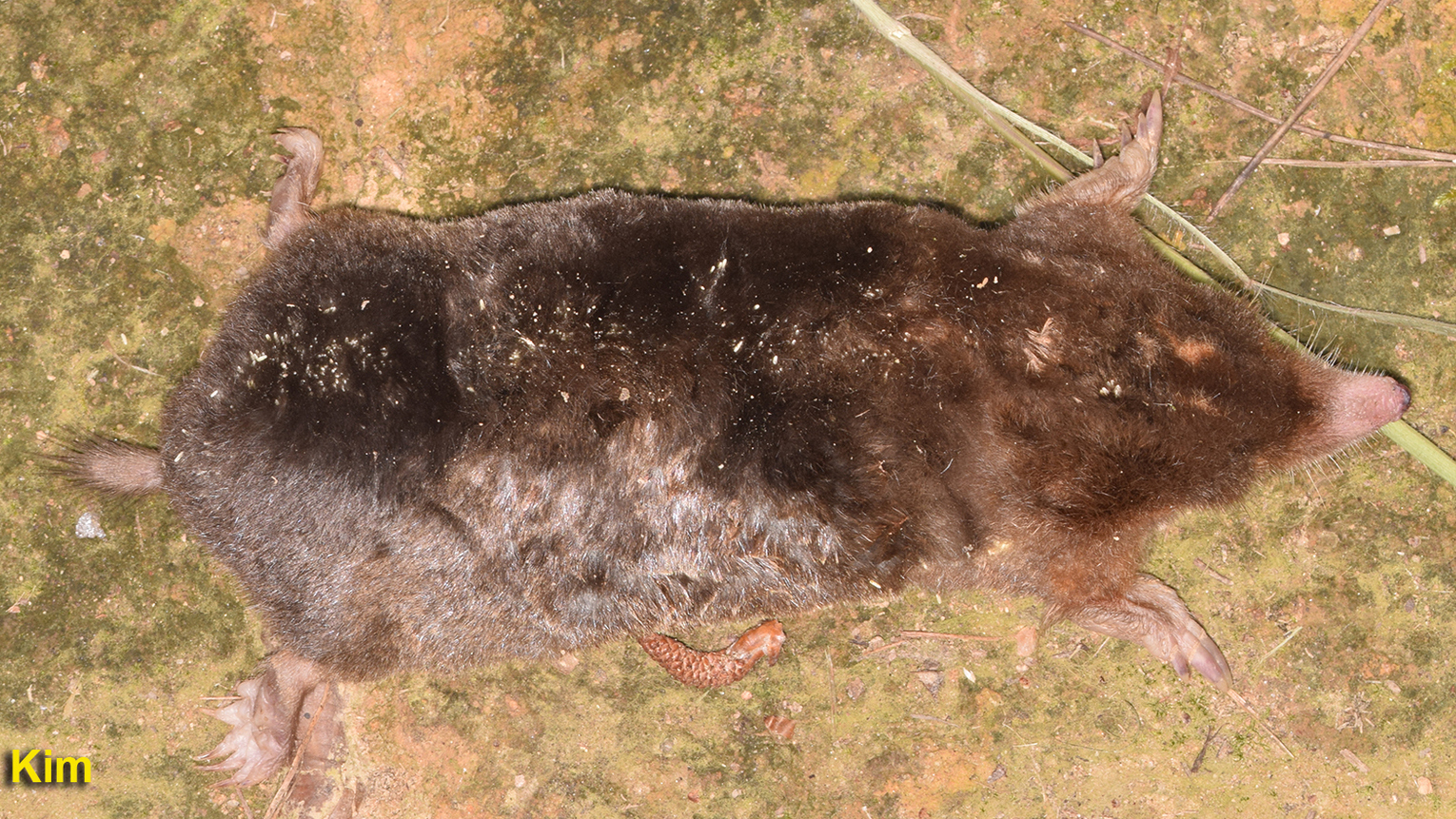
Mogera robusta
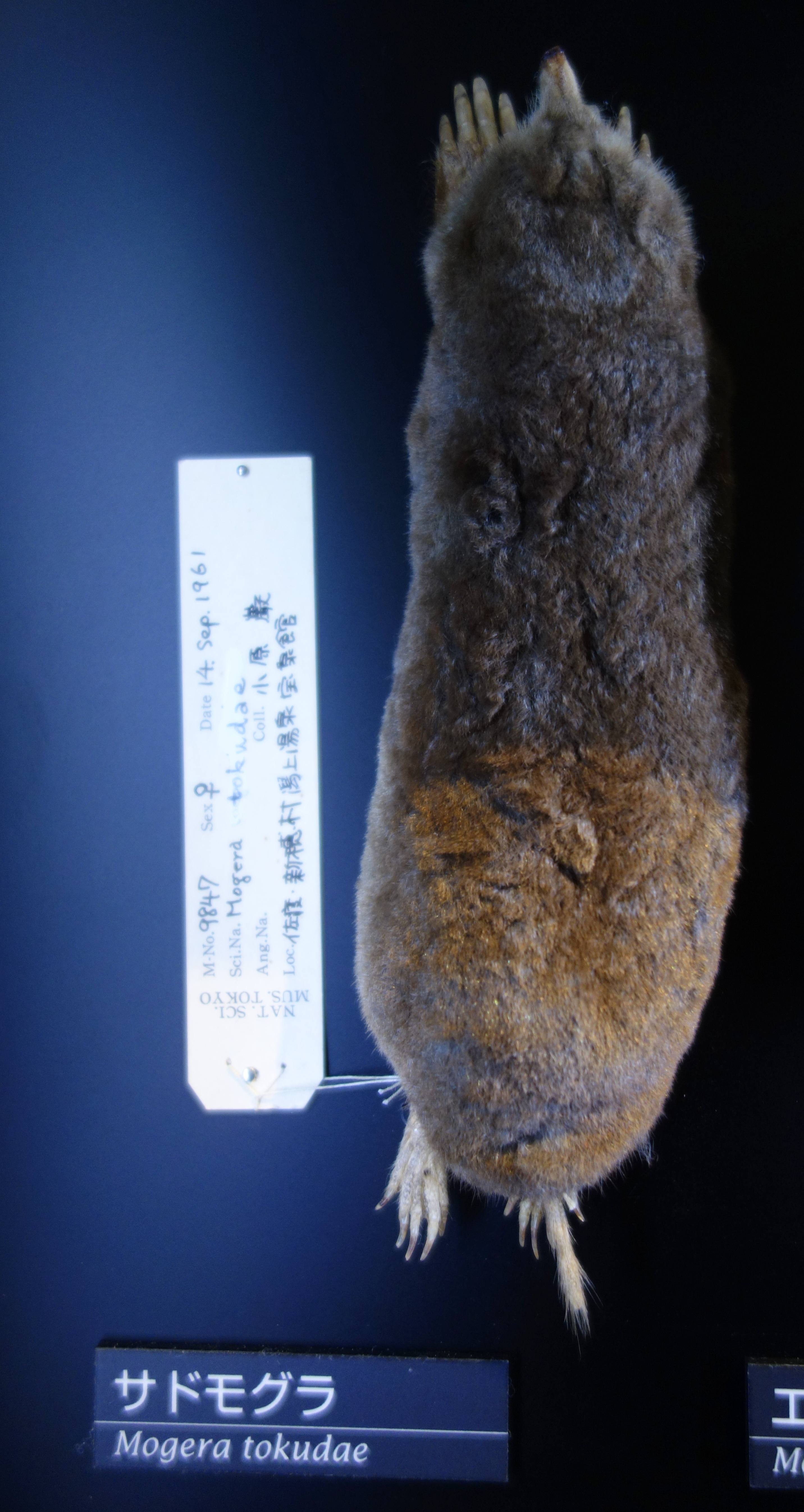
Mogera tokudae
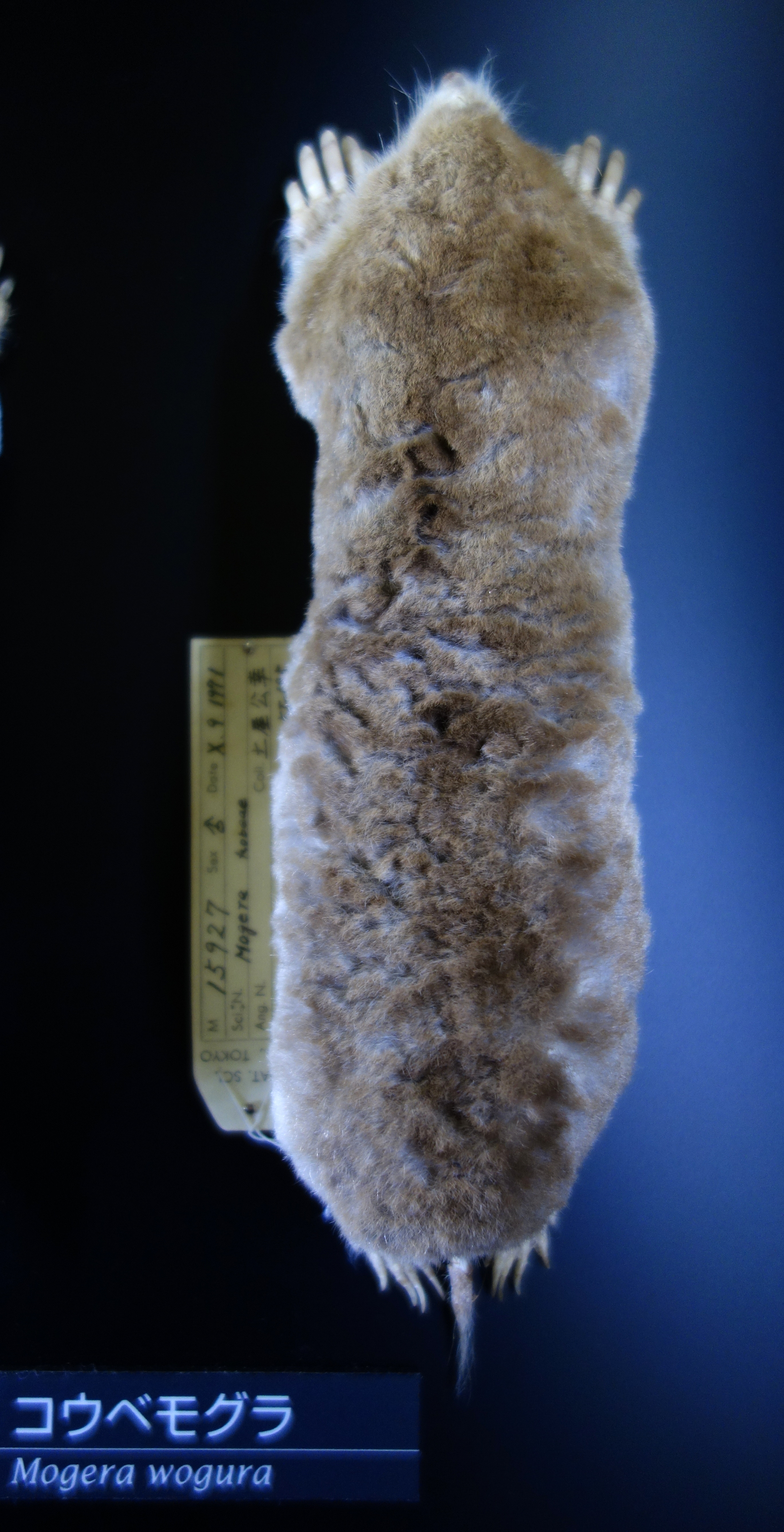
Mogera wogura
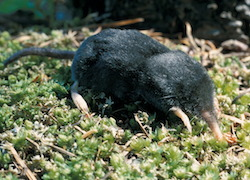
Neurotrichus gibbsii
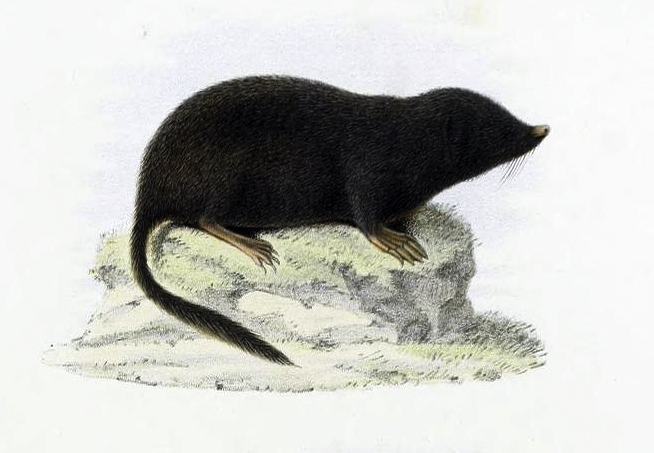
Scaptonyx fusicaudus
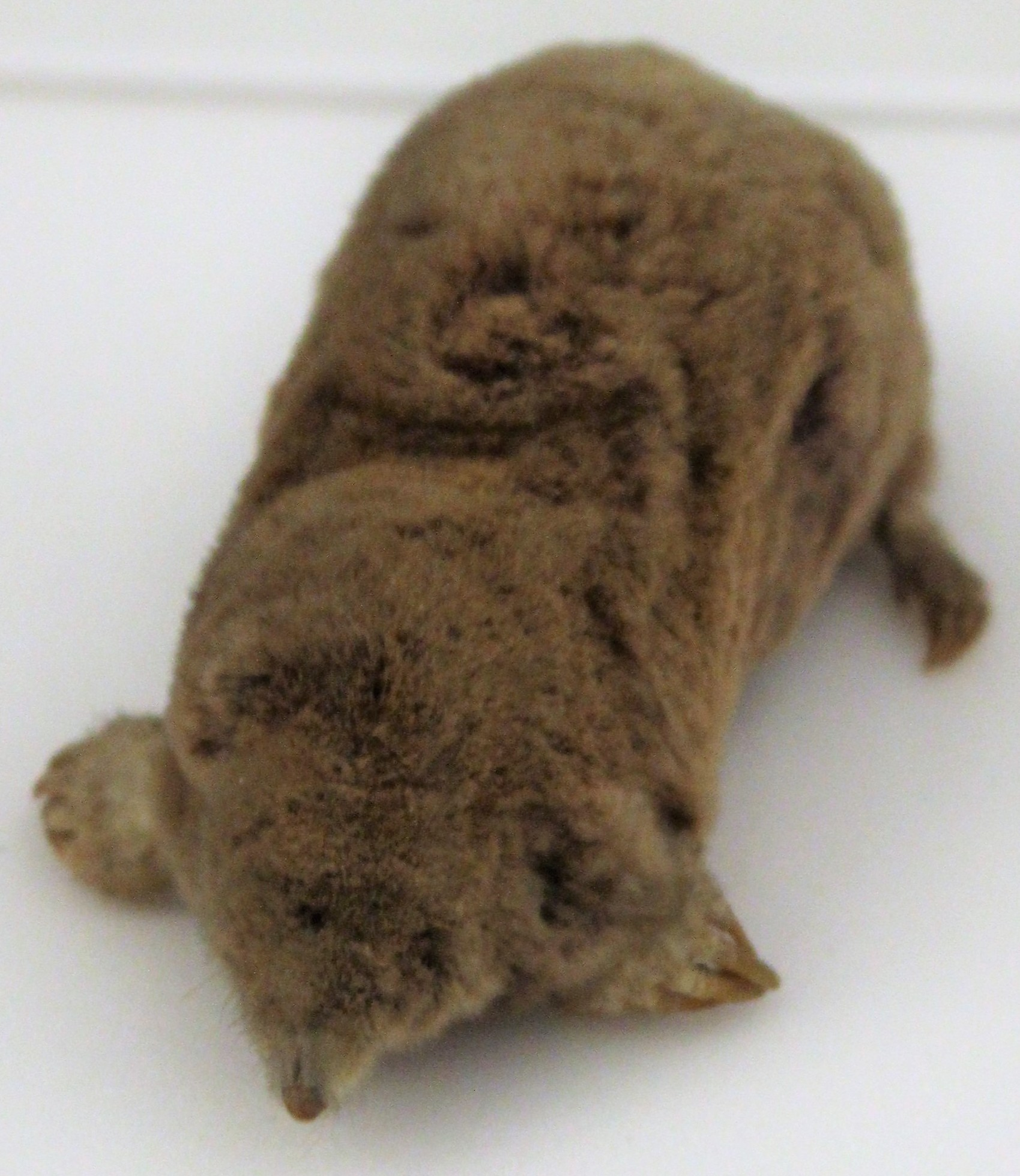
Talpa caeca
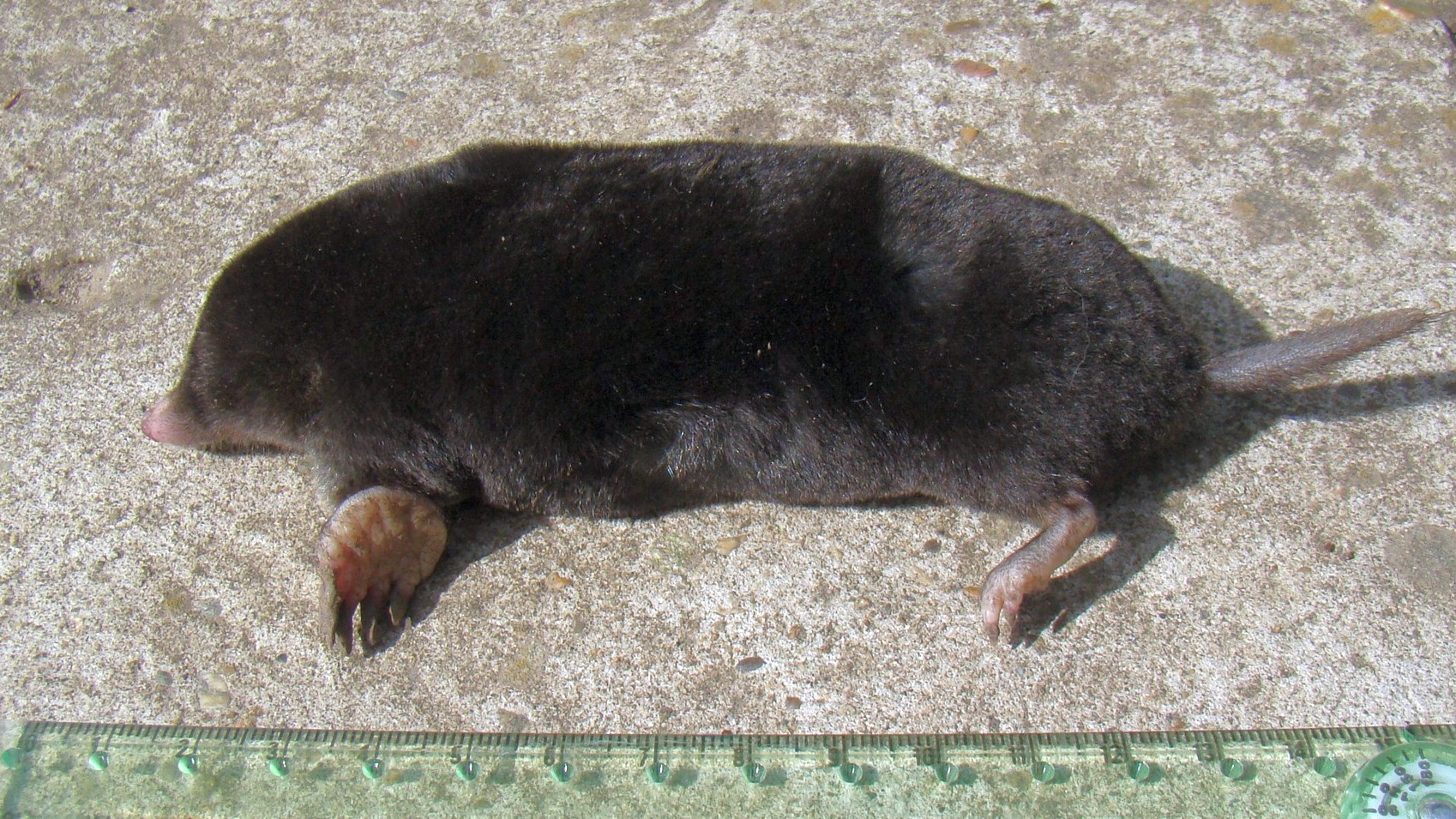
Talpa caucasica
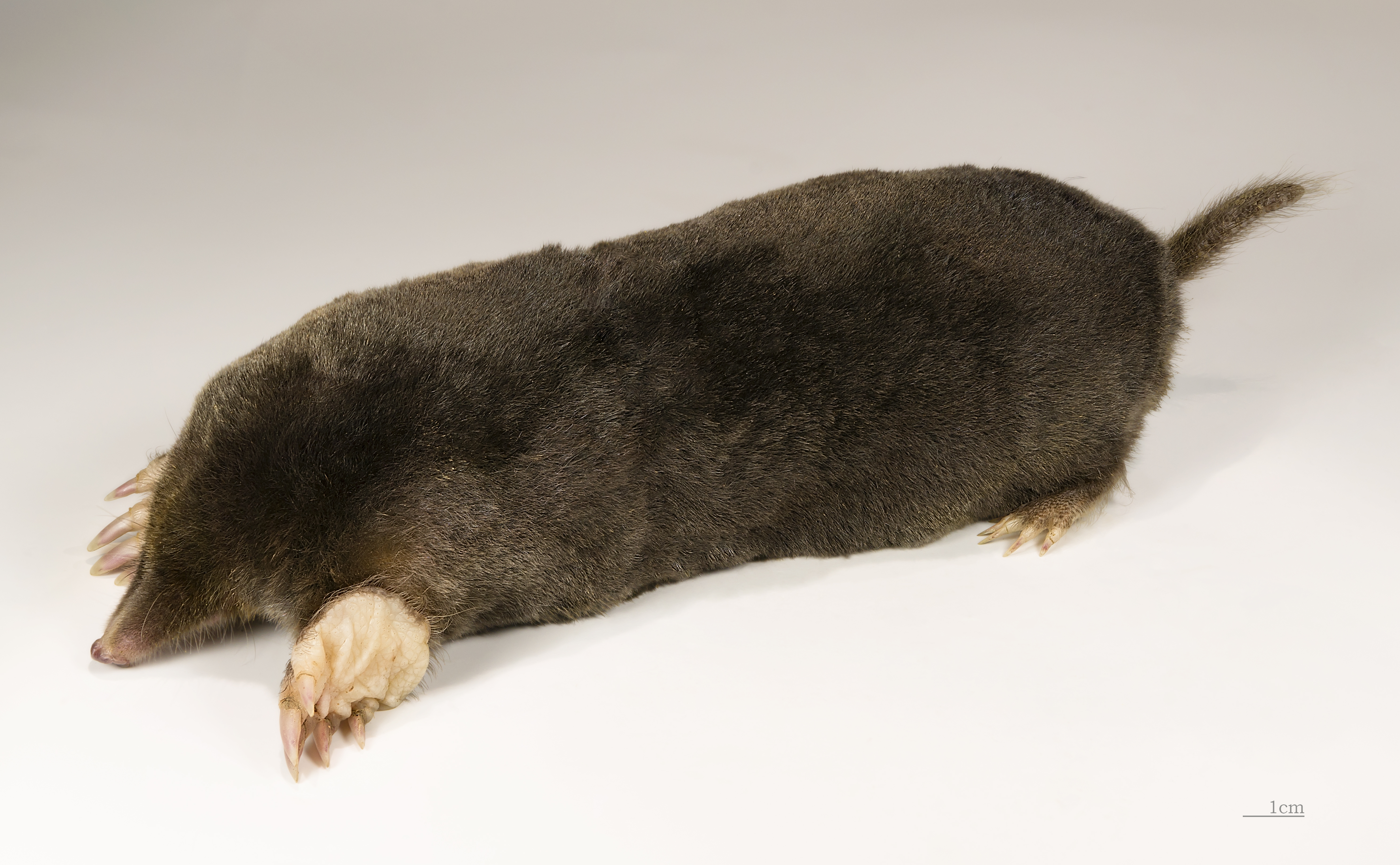
Talpa europaea
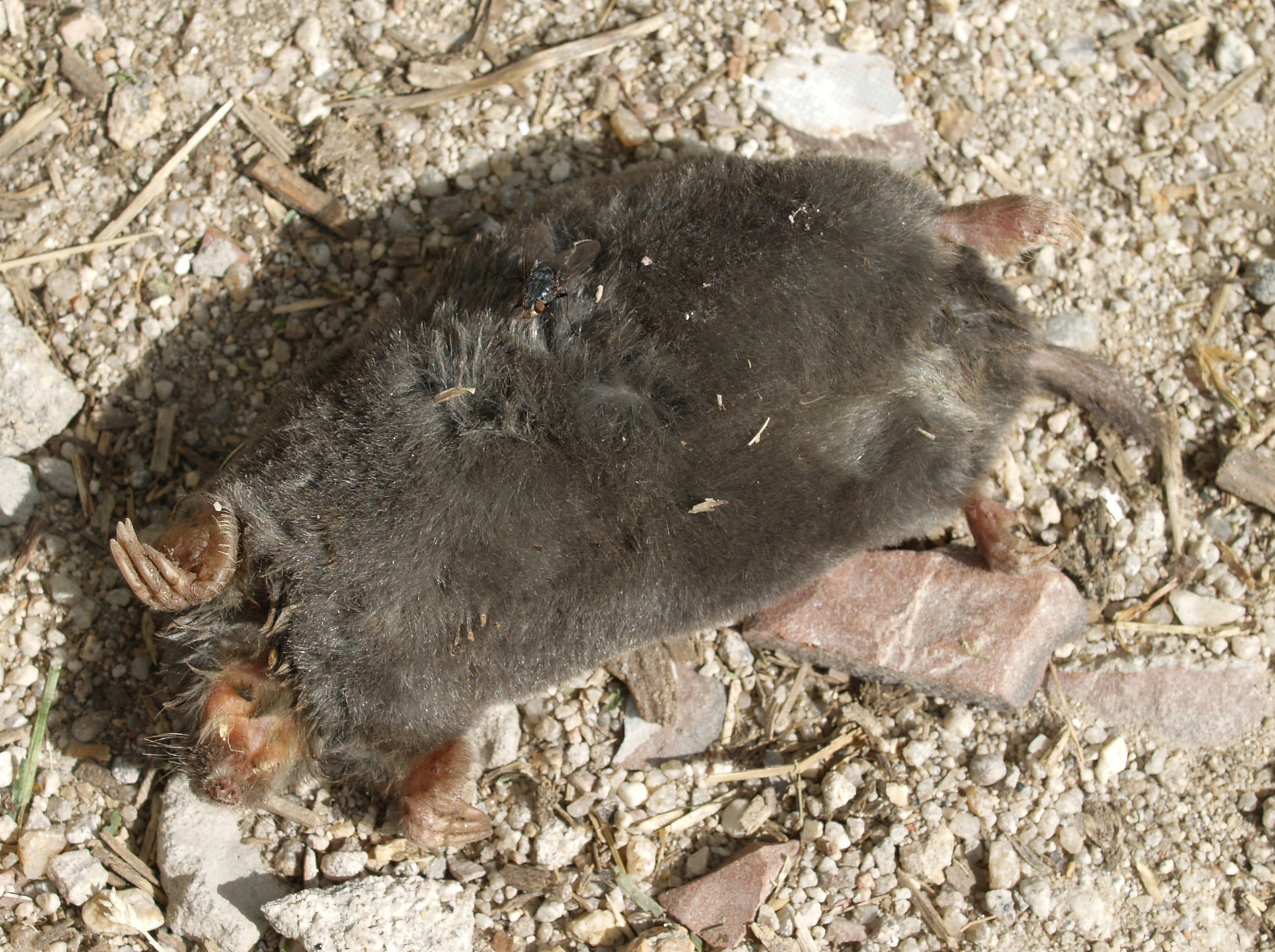
Talpa occidentalis
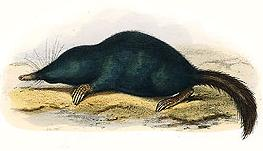
Urotrichus talpoides

Avec les genres fossiles selon Paleobiology Database (14 décembre 2014) :
- genre Achlyoscapter
- genre Anomodon
- genre Asthenoscapter
- Chrysochlorina
- genre Condylura
- sous-famille Desmaninae
- genre Desmanodon
- genre Eotalpa
- genre Galeospalax
- genre Hesperoscalops
- genre Hugueneya
- genre Hyporyssus
- genre Lemoynea
- genre Mogera
- genre Mongolopala
- genre Mystipterus
- genre Neurotrichus
- genre Oreotalpa
- genre Parascalops
- sous-famille Proscalopinae
- genre Quadrodens
- genre Scalopus
- genre Scapanoscapter
- genre Scapanus
- genre Scaptochirus
- genre Scaptogale
- Soricina
- genre Talpa
- Talpina
- sous-famille Talpinae
- Tenrecina
- Tupaina
- sous-famille Uropsilinae